# Frille
Frille ist ein Ortsteil von Petershagen im Kreis Minden-Lübbecke in Ostwestfalen.

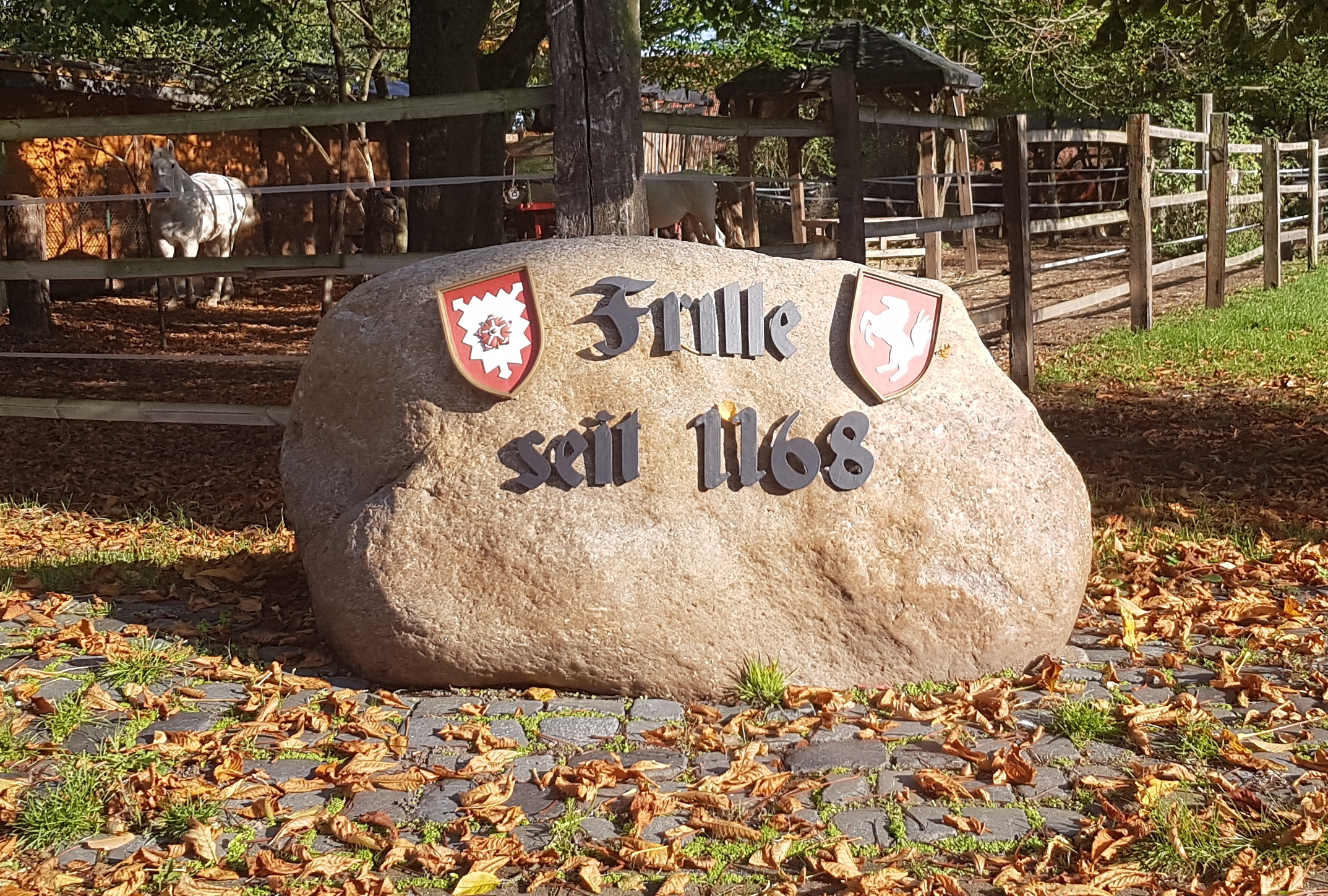
Gedenkstein Frille

## Geographie
Er liegt 4,5 km südöstlich der Petershagener Kernstadt. Frille grenzt im Norden an den Ortsteil Lahde, im Osten an den Ortsteil Quetzen, im Süden an Cammer, Ortsteil der Stadt Bückeburg, und Päpinghausen, Ortsteil der Stadt Minden, sowie im Westen an den Ortsteil Wietersheim und an die Weser mit der jenseits des Flusses gelegenen Kernstadt Petershagen.

## Geschichte
Im Jahre 1168 wird Frille erstmals urkundlich als „Vrigelde“ erwähnt. Da Frille sowohl für die Edlen vom Berge als auch für die Grafen von Schaumburg interessant war, führte dies zu einem zweigeteilten Dorf, in dem sich eine unübersichtliche Gemengelage von Besitztiteln und Grundrechten beider Seiten ausbildete. 1398 erbte das Hochstift Minden den Besitz derer vom Berge, das 1648 als Fürstentum Minden an Brandenburg-Preußen fiel. Der preußische Teil von Frille gehörte bis zu den Napoleonischen Kriegen zur Vogtei Übernstieg im Amt Hausberge des Fürstentums Minden. Der Ort gehörte von 1807 bis 1813 zum Kanton Windheim des napoleonischen Satellitenstaats Königreich Westphalen. Der preußische Teil kam 1816 zum neuen Kreis Minden und gehörte dort zum Amt Windheim. Die schaumburgische Gemeinde Frille gehörte zum Amt Bückeburg des Fürstentums Schaumburg-Lippe. 1885 wurde der genaue Grenzverlauf zwischen Preußen und Schaumburg-Lippe bzw. zwischen den beiden gleichnamigen Gemeinden festgelegt. 
Nach langen Mühen wurden die beiden Gemeinden am 1. Oktober 1971 durch einen Staatsvertrag zwischen Niedersachsen und Nordrhein-Westfalen vereint und bestanden als eine Gemeinde des nordrhein-westfälischen Kreises Minden fort; bei einer Erhöhung der Einwohnerzahl um damals 355 und einem Flächenzuwachs um 3,43 km².
Bevor die vereinigte Gemeinde bei der kommunalen Neugliederung am 1. Januar 1973 Teil der Stadt Petershagen wurde (§ 15 Bielefeld-Gesetz), hatte sie eine Fläche von 10,58 km² sowie 1059 Einwohner (31. Dezember 1972). Frille hatte am 31. Dezember 2008 1221 Einwohner und hat damit seit der Gebietsreform einen hohen Zuwachs zu verzeichnen. Die evangelische Kirchengemeinde gehört weiterhin zur Evangelisch-Lutherischen Landeskirche Schaumburg-Lippe.
Im Jahr 2023 wurde auf dem Gebiet des Ortsteils Frille durch einen Sondengänger das goldene Dosenschloss von Petershagen gefunden, ein römisches Schmuckstück aus dem 3. oder 4. Jahrhundert nach Christus.

## Politik
Die Bevölkerung von Frille wird gegenüber Rat und Verwaltung der Stadt Petershagen seit 1973 durch einen Ortsvorsteher vertreten, der aufgrund des Kommunalwahlergebnisses vom Rat der Stadt Petershagen gewählt wird. 2009 hat der Rat beschlossen, die Bezeichnung Ortsbürgermeister zu nutzen. Seit November 2020 ist Hans Joachim Schneider Ortsbürgermeister.

## Kultur und Sehenswürdigkeiten

### Kirche

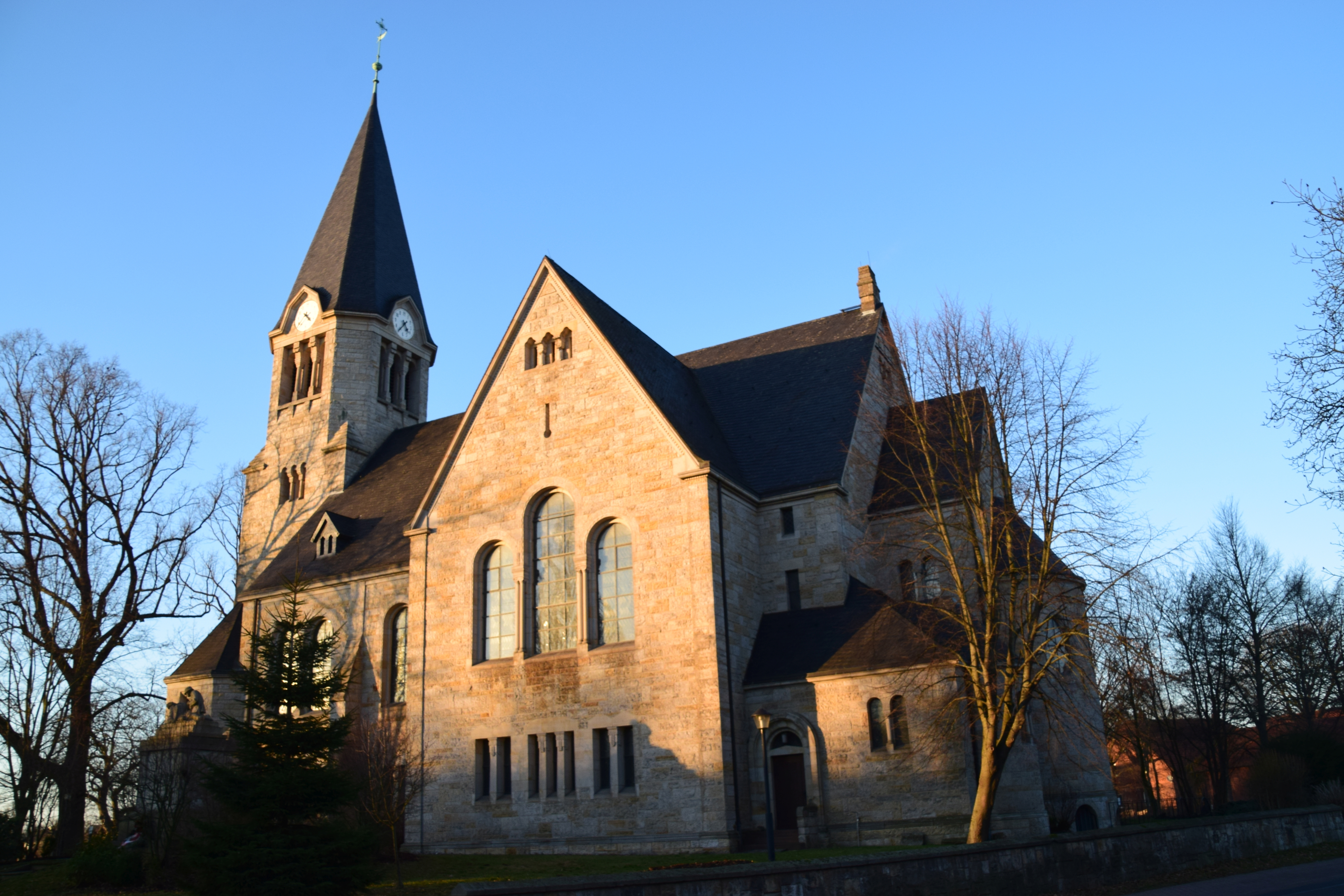
Kirche im März 2019

Die neuromanische evangelisch-lutherische Kirche Frille wurde aus Obernkirchener Sandstein errichtet und am 11. Oktober 1911 geweiht. Der Turm der Kirche ist 52 m hoch und ragt weit ins westfälische und schaumburgische Land hinein.

### Ehemalige Synagoge

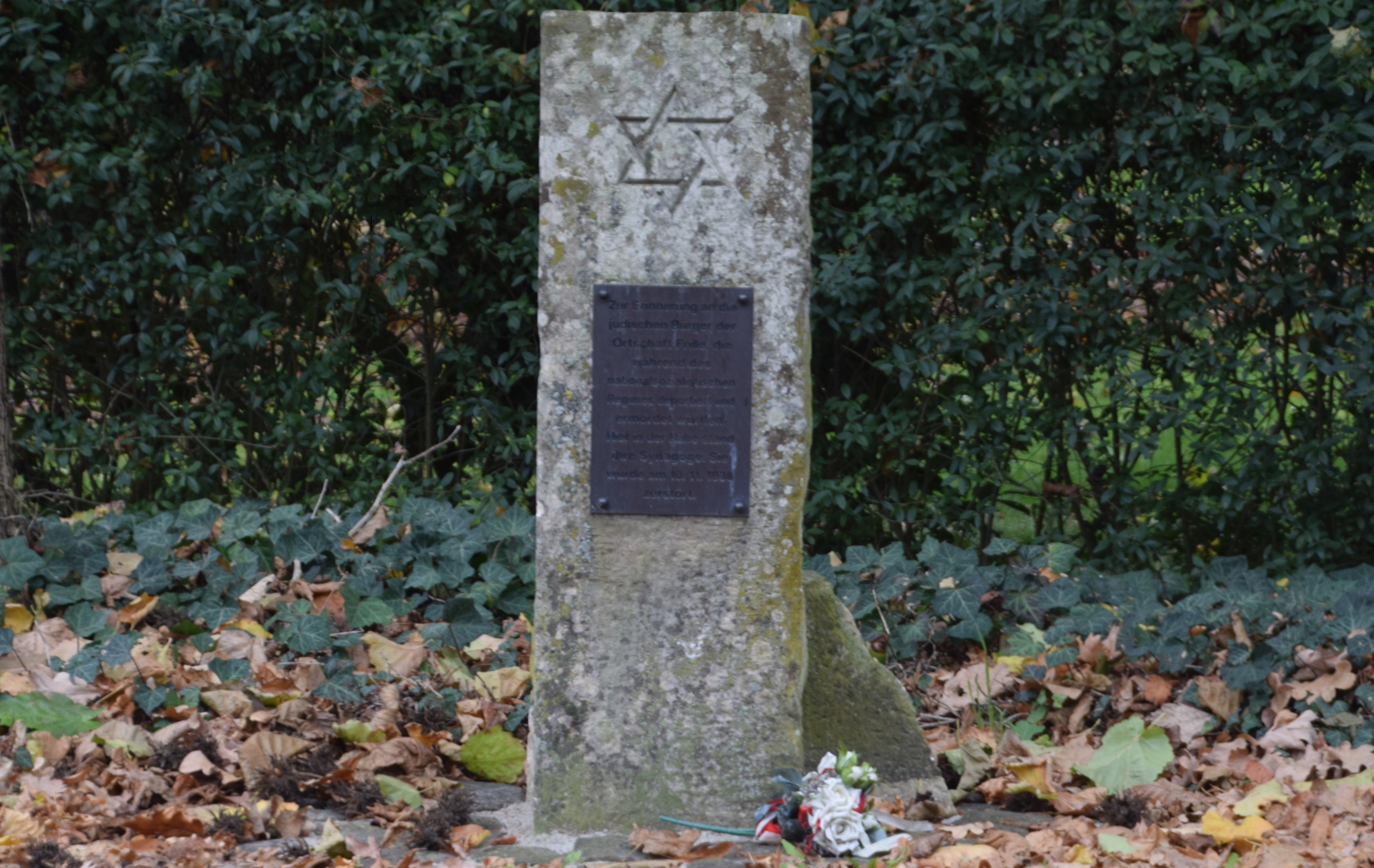
Gedenkstein nahe dem Standort der früheren Synagoge

Der Gedenkstein wurde im Jahr 1997 von der Kulturgemeinschaft Frille errichtet. Er erinnert an die jüdischen Einwohner des Dorfes, die im Nationalsozialismus verfolgt und ermordet wurden. In der Nähe dieses Steins stand die Synagoge, die während der Novemberpogrome 1938 zerstört wurde.

### Jüdischer Friedhof
Der Jüdische Friedhof Frille wurde vermutlich von 1856 bis zum Jahr 1937 belegt. Seit dem 1. September 1988 unter der Denkmalnummer 84 in der Denkmalliste eingetragen.

### Naturdenkmal

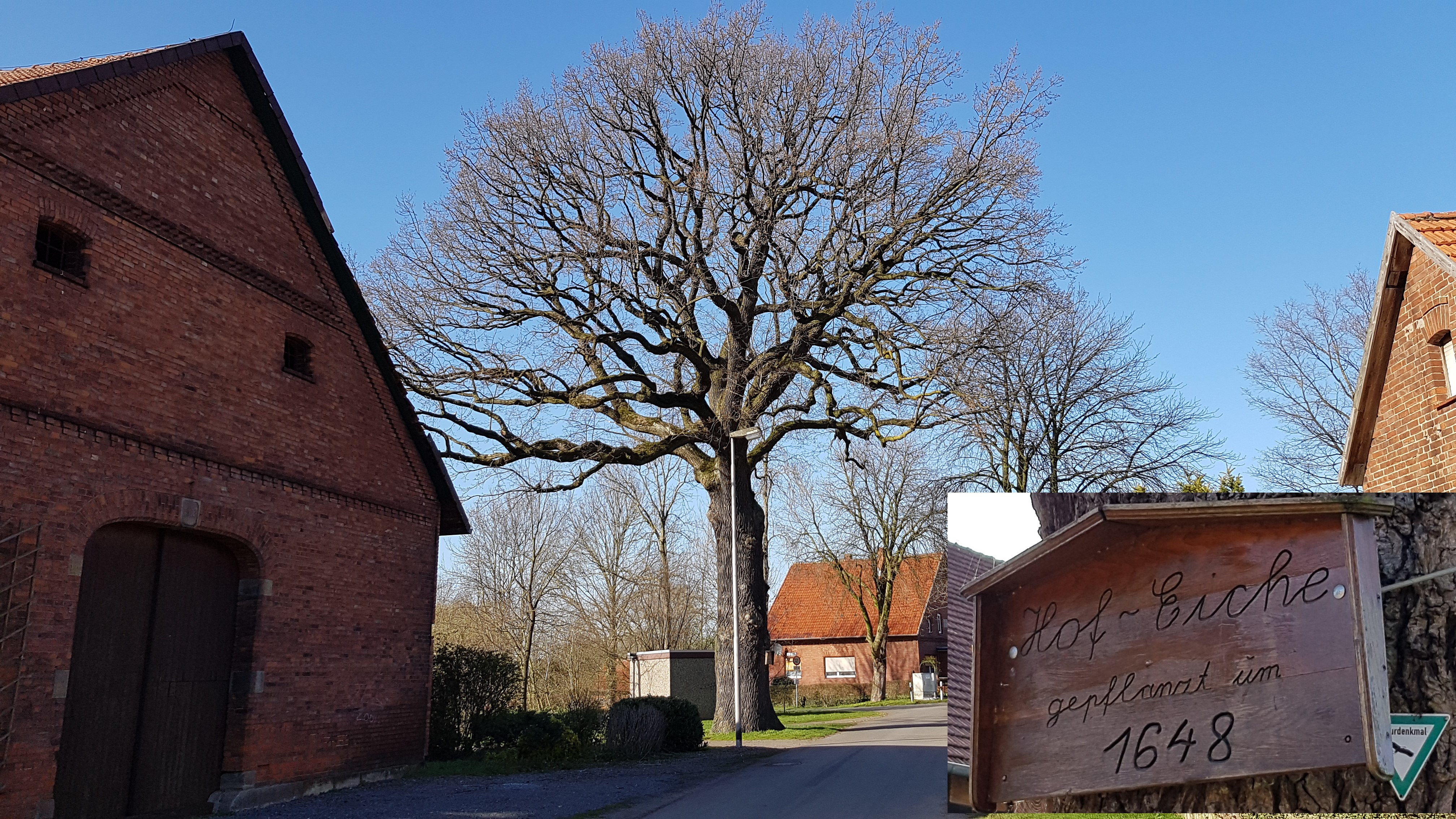
Naturdenkmal Stieleiche in Frille im März 2020

Die Hofeiche am Gebäude Erstes Dorf 33 nördlich des Hofes wurde im Jahr 1648 gepflanzt und ist als Naturdenkmal in Petershagen eingetragen.

### Baudenkmale der Straße Brakfeld (sehenswerte Gebäudeensemble)

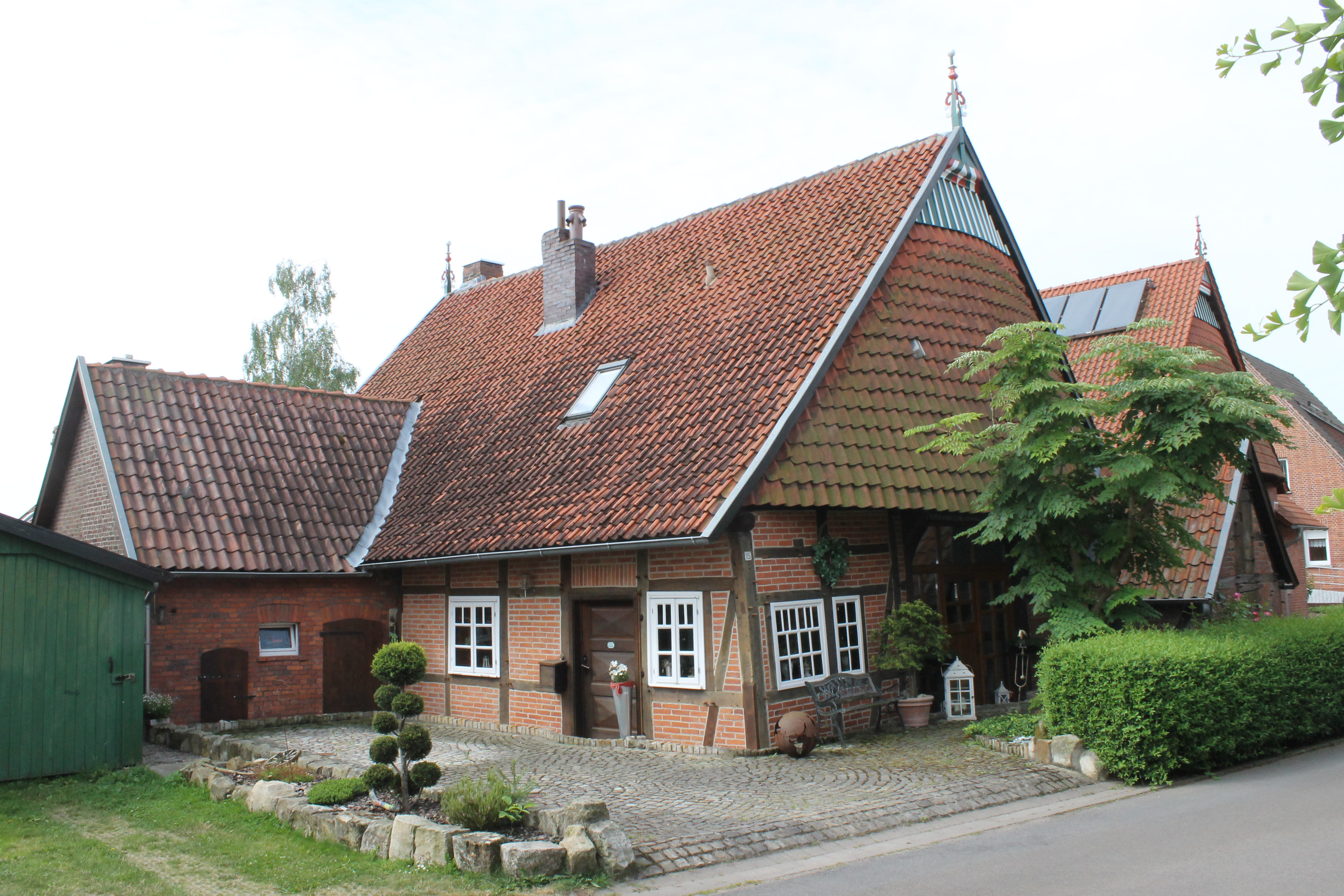
Haus Nr. 15, 2013

Die Häuser Nr. 2 und Nr. 15 sind in der Denkmalliste der Stadt Petershagen eingetragen.

### Friller Tracht
Die Friller Tracht ist eine Variation der Schaumburger Tracht mit den typischen roten Röcken. Die Männer tragen einen langen weißen Leinenkittel mit rotem Futter.

### Historische Landesgrenze

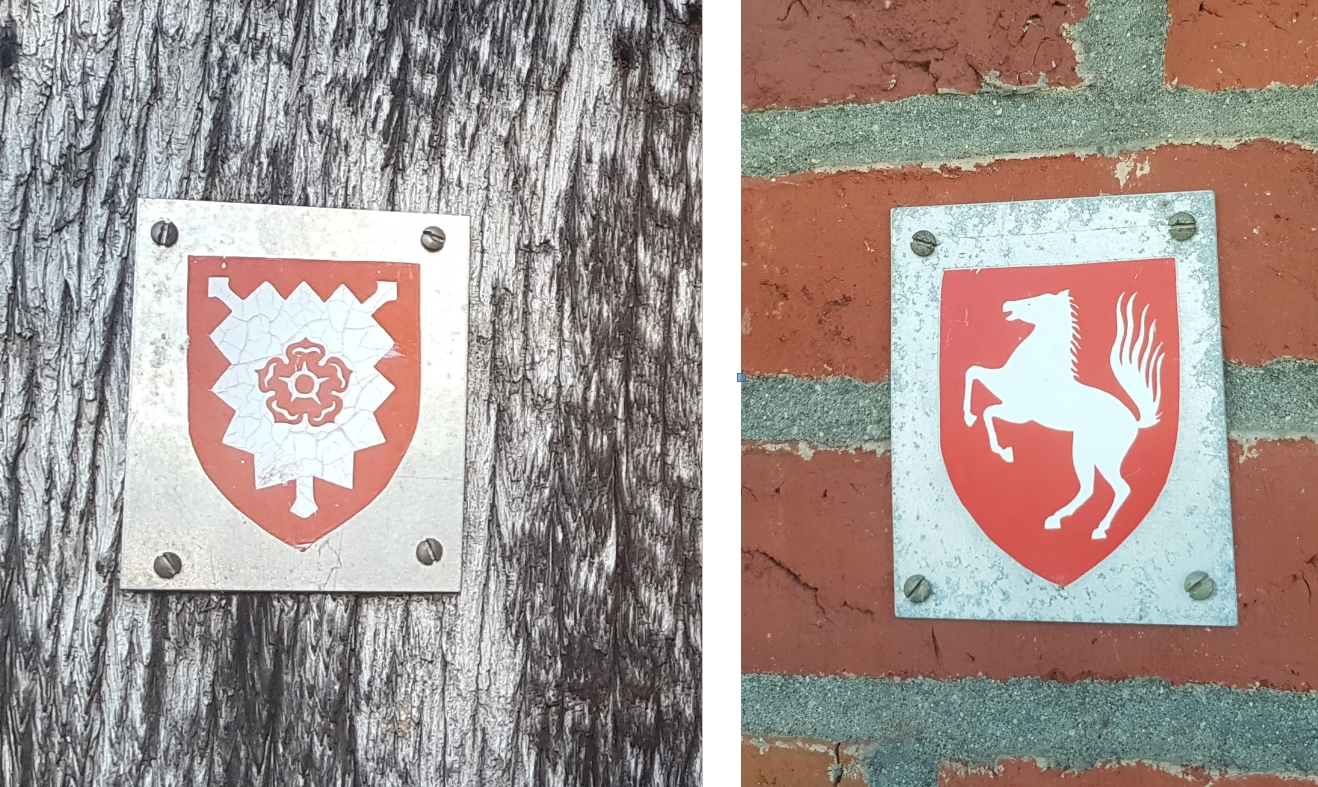
Wappenschilder am ehemaligen Grenzverlauf

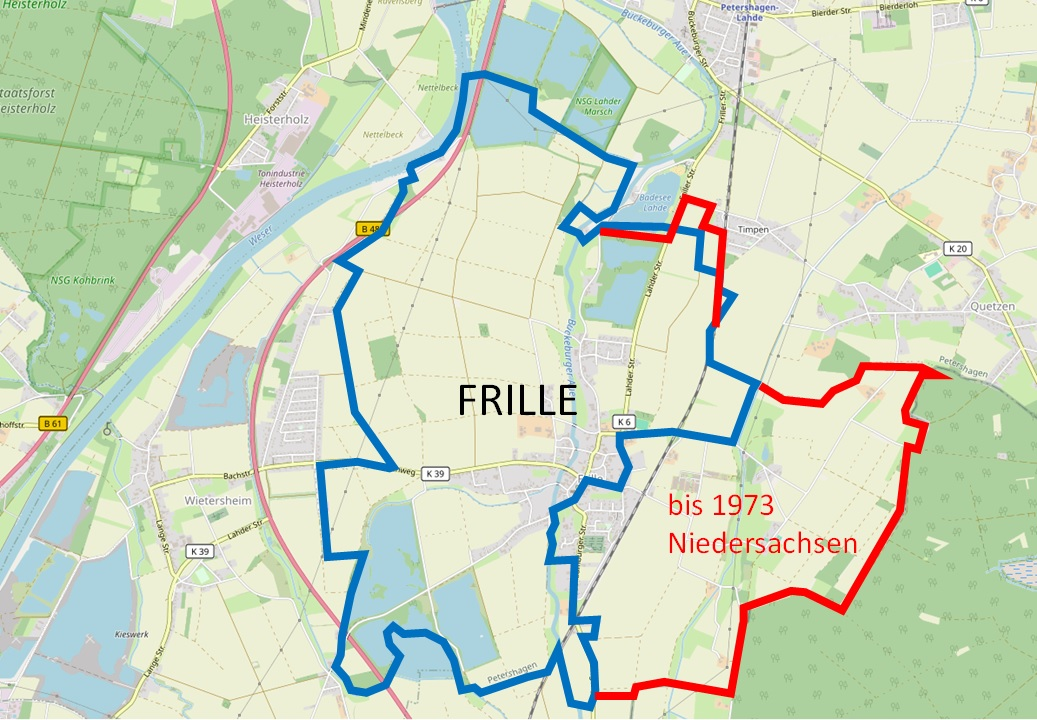
Karte von Frille. Blau = Grenze von westfälisch Frille bis 1973, rot = davon abweichende neue Grenze von Frille. Der alte Grenzverlauf von bückeburgisch Frille ist nicht dargestellt.

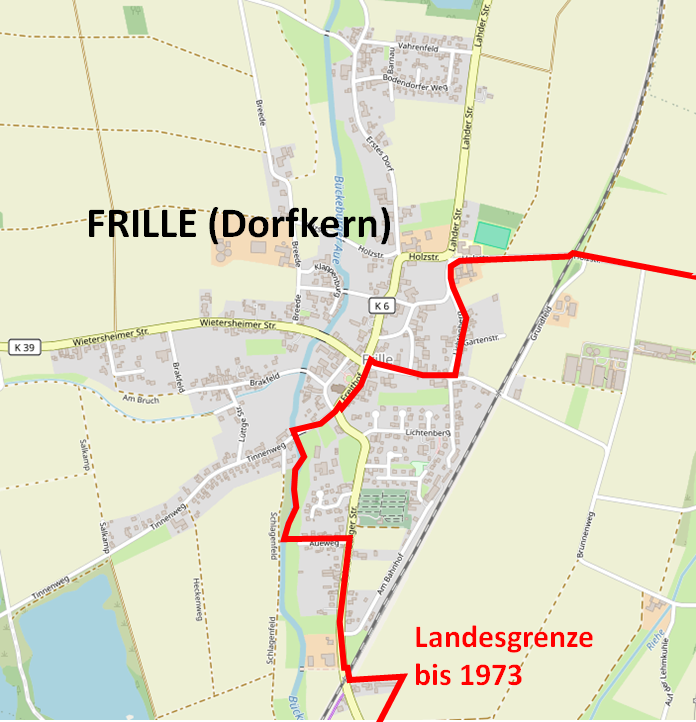
Karte von Frille, fokussiert auf den eigentlichen Dorfkern mit der alten Grenze zwischen NRW und Niedersachsen bis 1973. Interessant ist, dass die Kirche in Westfalen aber der historische Friedhof in Niedersachsen lag.

Die Grenze ist noch heute an den Häusern nachvollziehbar. Kleine Wappenschilde sind zur Straßenseite gut sichtbar angebracht. Das Wappen mit dem Pferd (plattdeutsch „Perd“) ist auf der preußischen Seite und das mit dem Nesselblatt (plattdeutsch „Niertelblatt“) für die Schaumburg-Lippische Seite in Frille zu finden.
Etwa 700 Jahre lang verlief die Grenze zwischen zuletzt dem Königreich Preußen und dem Fürstentum Schaumburg-Lippe durch Frille. Sie folgte weder der Bückeburger Aue noch der Riehe, einem Nebenfluss der Gehle. Die Grenze zog sich in einem Gewirr von Kurven und Winkeln mitten durch die Siedlung. Dabei bildete die Grenze von „Preußisch Frille“ mehrere Enklaven von „Bückeburgisch Frille“, in deren Enklave wieder eine Enklave von „Preußisch Frille“ lag (wobei diese Enklaven zum Schluss offenbar nicht mehr existierten, wohl aber die Grenze durch den Dorfkern, die z. B. Kirche von Friedhof trennte (siehe nebenstehende Karte)).

### Bückeburger Aue

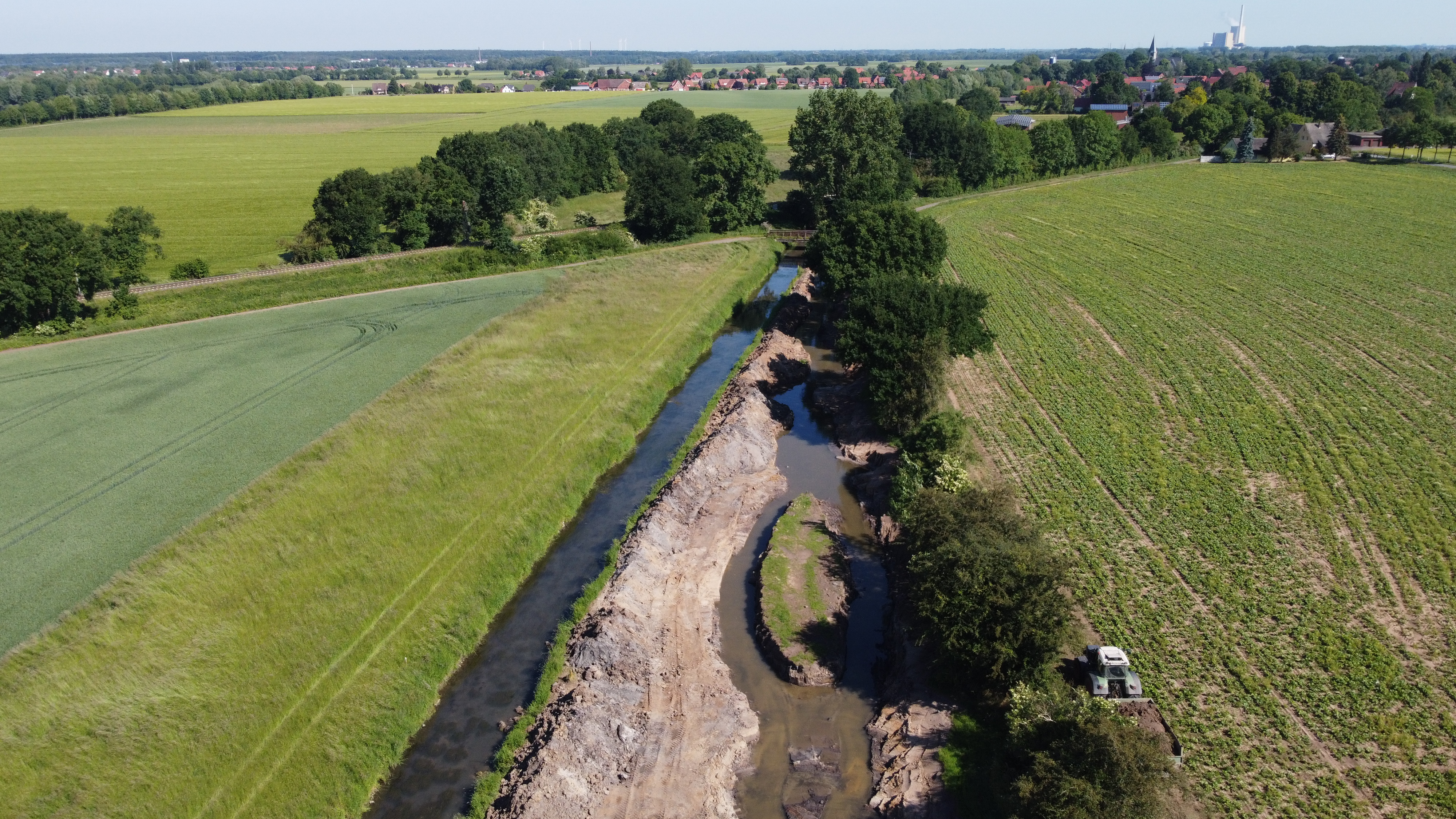
Renaturierung Bueckeburger Aue Frille Juni 2022

Auf etwa 300 Meter hat die vor rund hundert Jahren begradigte Aue ein neues Flussbett bekommen. Aus dem anfallenden Bodenaushub ist ein ökologisch wertvoll gestalteter Hügel errichtet worden. Im Zuge dieser Renaturierung an der Grenze zwischen Frille und Päpinghausen wurde das Flussbecken verbreitert und mit Mäandern und Inseln versehen, zudem werden Wasserpflanzen bzw. Kräuter nahe der Aue gepflanzt.

### Erntedankfest

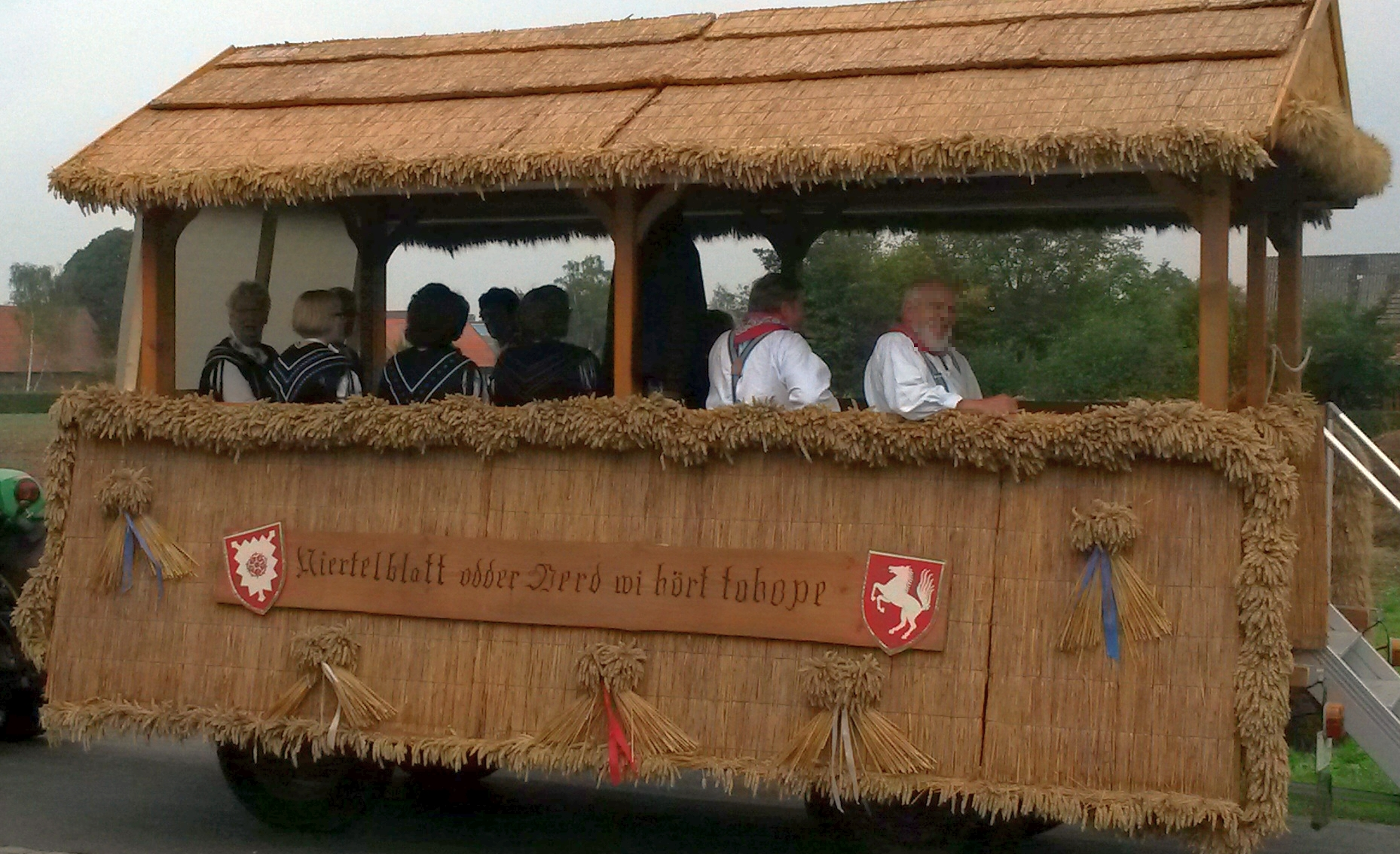
Erntefestumzug 2014 – Inschrift: Niertelblatt odder Perd wi hört tohope

Am ersten Septemberwochenende findet jährlich das Erntedankfest mit Friller Wiesn, Gottesdienst und Erntewagenumzug statt.

## Wirtschaft und Infrastruktur
Frille liegt an der Bahnstrecke Nienburg–Minden, der so genannten Natobahn. In Frille befindet sich ein Betriebsbahnhof. Personenzüge halten hier zum Ein- und Ausstieg nicht. Fahrdienstleiter, die per Schrankenwinde die Schranken bedienen, kommen hier bei der Schrankenanlage an der Schaumburger Straße zum Einsatz. Es ist einer der wenigen nicht automatischen Bahnübergänge in weitem Umkreis.
Der Mühlenkreis Minden-Lübbecke hat seit 1983 den Mühlenbauhof mit dem Mühlen-Infozentrum in Frille eingerichtet. Die Deutsche Gesellschaft für Mühlenkunde und Mühlenerhaltung e. V. (DGM) hat den Sitz in Frille.

## Partnergemeinden
- Schellerhau, Ortsteil von Altenburg im Landkreis Sächsische Schweiz-Osterzgebirge in Sachsen; Partnergemeinde der Freiwilligen Feuerwehr Frille

## Persönlichkeiten
- Joachim Liebig (* 1958), evangelischer Theologe, seit 2009 Kirchenpräsident der Evangelischen Landeskirche Anhalts mit Sitz in Dessau-Roßlau
- Heinrich Friedrich Otto Bömers (* 20. Februar 1857 in Frille; † 26. August 1922) war ein deutscher Jurist und Vorsitzender der Landesregierung (Ministerpräsident) von Schaumburg-Lippe.